# Агора

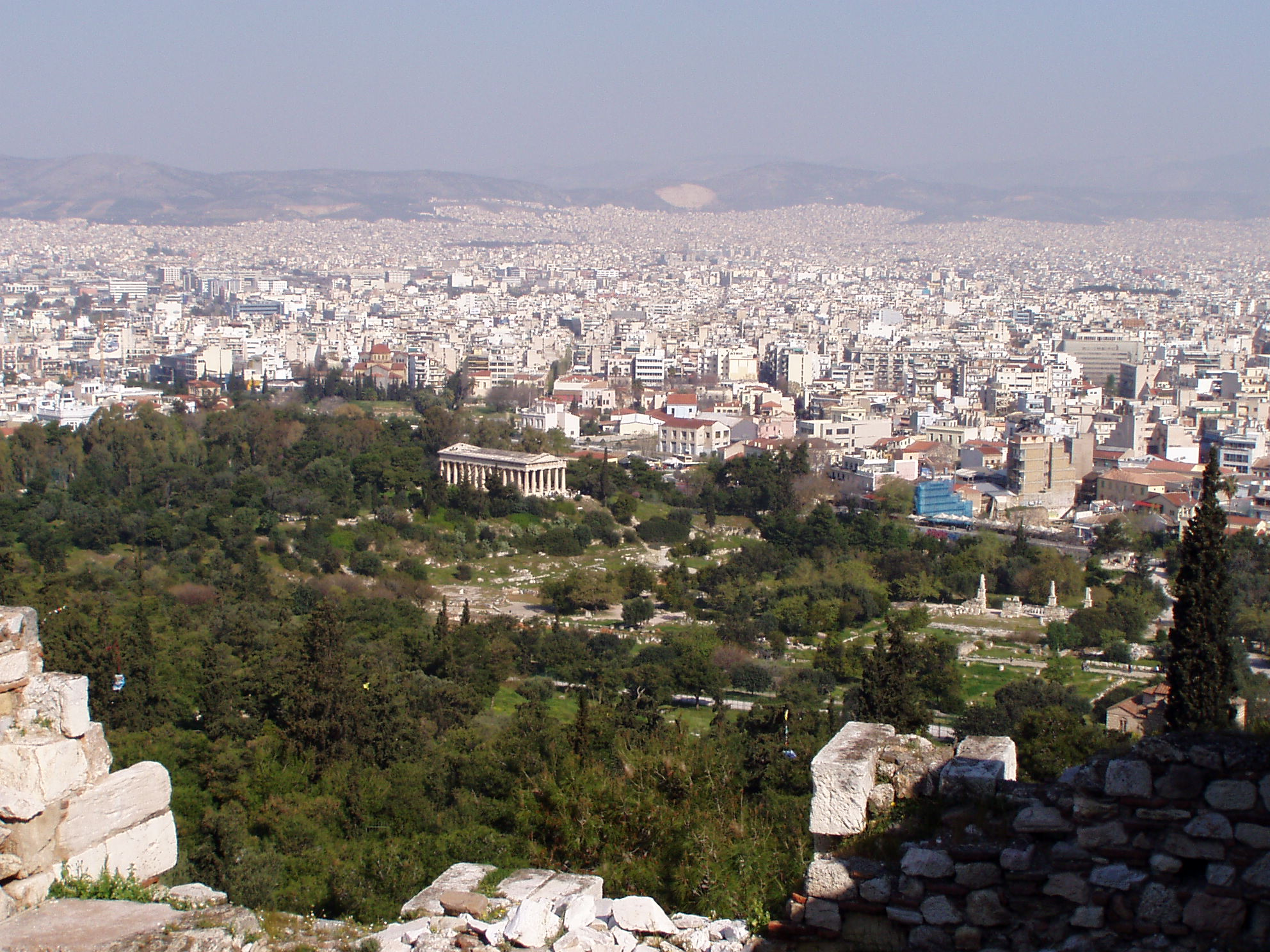
Вид на остатки строений древней агоры Афин.

Аго́ра́ (от др.-греч. ἀγορά) — рыночная площадь (торжище) в древнегреческих полисах, являвшаяся местом общегражданских (народных) собраний (которые также по месту проведения назывались агорами).

## История
В Древней Греции, на базарной площади, обычно располагавшейся в центре города, находились главный городской рынок (делившийся на «круги» по различным видам товаров и услуг) и нередко правительственные учреждения. Агору, как правило, окружали также галереи с ремесленными мастерскими, храмы. Иногда по периметру агоры возводились статуи. Очень часто агора являлась административным и экономическим центром города.
На агоре публично выставлялось действующее законодательство полиса, высеченные в камне важнейшие декреты и прочие официальные постановления.
Изначально агора представляла собой открытую площадь посреди городской застройки со стихийной планировкой. Однако в классический период положение агоры стало более обособленным, и позднейший тип агоры, полностью обособленный, с регулярной планировкой, сообщался с городом лишь посредством ворот (наибольшее количество примеров агор такого типа можно найти в Малой Азии). Планировка агоры оказала влияние на архитектуру форумов в Древнем Риме. Одна из крупнейших и известнейших агор — Афинская агора с развалинами многочисленных торговых и общественных построек VI—I веков до нашей эры (является центром Нижнего города под холмом Акрополя). Со временем в Афинах возникли две агоры в разных частях города — греческая и римская. Широко известны также агоры в Спарте и Коринфе.
Для контроля за соблюдением порядка на площади назначались специальные должностные лица — агораномы (метрономы (μέτρον с др.-греч. — «мера» + νόμος с др.-греч. — «закон»), обязанностью которых было следить за правильностью употребляемых мер), ситофилаки (наблюдавшие за хлебной торговлей) и другие.